# Rudolf Riggenbach (Politiker)
Rudolf Riggenbach (* 11. November 1822 in Zeglingen; † 17. Oktober 1896 in Arlesheim) war ein Schweizer Politiker.

## Leben
Riggenbach studierte von 1841 bis 1844 Recht in Bern und Heidelberg. Von 1845 bis 1851 war er Schreiber, von 1851 bis 1855 Präsident des Bezirksgerichts Arlesheim. Als Freisinniger sass er von 1851 bis 1857 im Landrat des Kantons Basel-Landschaft, von 1856 bis 1861 im Ständerat und von 1857 bis 1863 im Regierungsrat. Dort hatte er das Justiz- und Polizeidepartement, ab 1860 das Justizdepartement inne.
Im Streit um die Revision der Kantonsverfassung von 1862 bis 1863 verlor Riggenbach seine politischen Ämter, worauf er ein Advokaturbüro in Binningen führte. Von 1869 bis 1896 war er erneut Gerichtspräsident in Arlesheim. Riggenbach galt als unabhängiger und differenziert denkender Politiker.